# 汉斯·瑞塞尔

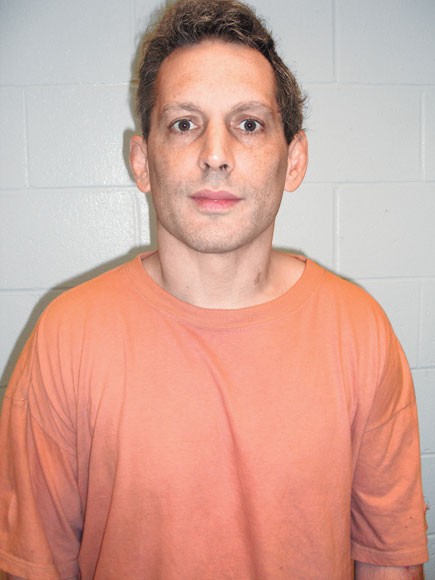
汉斯·瑞塞尔

汉斯·瑞塞尔（英語：Hans Reiser，1963年12月19日—），美国计算机专家。LINUX文件系统ReiserFS、Reiser4的主要开发者。2008年，他被控谋杀了他的妻子Nina Reiser，被判處有期徒刑15年，同年9月5日被送到加州的聖昆丁州立監獄開始服刑。

## ReiserFS
ReiserFS文件系统以主要开发者汉斯·瑞塞尔的姓氏命名。其优势在于以最少的磁盘空间处理数量众多的小文件。